# Фактори развоја и изградње система цивилне одбране
Анализом историјског концепта настанка и цивилне одбране, сагледани су фактори који су утицали на функционално и институционално обликовање цивилне одбране. Завршетком хладниг рата и почетком новог миленијума, постало је јасно да се сведимензионалним угрожавањима може супротставити исто тако сведимензионалном-тоталном одбраном у којој цивилна одбрана заузима централно место.
Ти фактори се могу поделити у две групе. Прву групу фактора чине фактори који се односе на опасности које угрожавају људе, материјална и културна добра и животну средину. У другу групу фактора се могу сврстати технички и политички фактори.

## Фактори који се односе на опасности које угрожавају људе, материјална и културна добра и животну средину

### Ратна разарања и слика рата као чинилац развоја и изградње система цивилне одбране
Наиме достигнућа у развоју ратне технике попримила су неслућене размере. Револуција у војним пословима доводи до тога да рат у суштини постаје виртуелан и да се притиском на дугме може извршити удар на циљеве удаљене и по неколико хиљада километара. Појава и развој нуклеарног оружја, поред хемијског и бактериолошког значајно је утицала на развој цивилне одбране и заштите управо из разлога свеобухватности-сведимензионалности угрожавања. Угрожени више нису искључиво војници већ и цивили, привреда, јавне службе, живи свет и животна средина. Управо о томе говоре подаци да је за разлику од Првог светског рата у коме је од 9,8 милиона погинулих 95% било војног особља, а у Другом светском рату од 52 милиона убијених 48% је било цивилног становништва. Рат у Кореји је однео 9,4 милиона живота од чега 84% цивилних, а за време ратних дејстава у Вијетнаму било је чак 90% цивилних жртава.

### Промене у ратоводству и ратној вештини
Такође престављају фактор који утиче на изградњу система цивилне одбране. Борбена дејства се одвијају изван непосредног борбеног додира и физичког контакта зараћених страна. Удари се извршавају са дистанце, односно са велике удаљености. Тиме материјално-технички фактор постаје доминантан. Долази до непремостиве војне асиметрије између развијених и неразвијених држава. Географија и топографија више не играју кључну улогу и у суштини рат постаје детериторијализован, а људски, просторни и временски фактори добијају суплементарну улогу. У таквим условима проблем одбране и заштите постаје један од кључних проблема ратоводства. Војна индустрија такође постаје највећи извор профита на светском нивоу. Самим тим рат се не може искључиво посматрати као наставак политике другим средствима, већ као наставак економије другим средствима, што повратно утиче да економски разлози постану важан савремени фактор трке у наоружању правивши од рата велико тржиште. Милитаризација савременог света постаје мултидимензионална, стога се ратови могу водити у више димензија (космички, економски, дипломатски, психолошки, виртуелни, климатски, верски, културолошки). Такође пропаганда, политичка и информатичка дејства, економске санкције и друге мере добијају посебан значај. Компјутерска симулација, медијско прикривање и глобални надзор умрежени су у циљу одвраћања, дисциплиновања и, по потреби уништења непријатеља. Најмоћније силе првенствено ангажују своје ваздухопловне, ракетне, космичке и специјалне снаге неретко се користећи и разним „посредницима’’ из редова плаћеника- приватних војних и безбедносних компанија, побуњеника сепаратиста, подстичући грађанске ратове у земљама са „диктаторским’’ режимима. Према проценама Швајцарске Федералне управе за цивилну одбрану будући нуклеарни рат би могао да изазове страдања у погледу пропорције 1:100 војно-цивилних жртава. Имајући у виду ту тоталност савременог рата, више је него јасно да војна сила не може бити довољна гаранција успеха у борби са вишедимензионалним нападом, јер концепт тоталног рата захтева и концепт тоталне одбране који подразумева комбинацију оружаних и неоружаних облика супротстављања.

### Опасности изазване природним процесима
Такође значајан фактор који све више утиче на обликовање система цивилне одбране. Статистчки показатељи указују да се за разлику од неких ранијих времена број природних опасности смањује, али се повећавају губици у људству и материјалним добрима где се све више угрожава животна средина. Испољавање елементарних непогода у великим урбаним срединама директно доводи до угрожавања великог броја становништва на релативно малом простору. Стога су елементарне непогоде и даље у центру интересовања цивилне одбране. Овај систем својим функционалним и институционалним решењима изналази адекватне начине заштите становништва, материјалних и културних добара и животне средине у условима угрожавања елементарним непогодама. Загађивање ваздуха настаје у првом реду као последица све већег развоја технике и технологије, а посебно индустрије и енергетике. Ова загађеност из године у годину све је већа, па је неопходно предузети што пре потребне мере заштите на њеном сузбијању и смањивању. Ваздух најчешће загађују штетне материје као што су: ситне честице прашине и чађи, угљенмоноксид, сумпор-диоксид, издувни гасови из аутомобила, али исто тако и метеоролошки фактори, количине падавина, влажност ваздуха, температуре ваздуха, јачина и правац дувања ветрова. Већи број стручњака наговештава да би свеукупне атмосферске промене проузроковане топлотом, прашином, угљендиоксидом и осталим гасовима из великих градова и индустријских центара, могле за кратко време да проузрокују крупне последице промена климе у целом свету. Од загађења ваздуха страдају, пре свих, становници великих градова и индустријских центара. Градови су често покривени сивим омотачем који достиже висину близу три километра. Израчунато је да се у индустријским градовима количина Сунчеве радијације лети смањује за једну петину, а зими за половину.

### Опасности изазване техничко-технолошким удесима и катастрофама
Представљају нов садржај у концепцијском обликовању система цивилне одбране. Ове опасности иако су релативно новијег датума, много пута су до сада по својим изазваним последицама упозориле креаторе система одбране да изналазе оптималне моделе управљања ризицима које са собом носе и које могу проузроковати овакве опасности. Техничко-технолошка несрећа односно удес је изненадни и неконтролисани догађај или низ догађаја који је измакао контроли приликом управљања одређеним средствима за рад и приликом поступања са опасним материјама у производњи, употреби, транспорту, промету, преради, складиштењу, одлагању као што су пожар, експлозија, хаварија, саобраћајни удес у друмском, речном, железничком и авио саобраћају, удес у рудницима и тунелима, застој рада жичара за транспорт људи, рушење брана, хаварија на електроенергетским нафтним и гасним постројењима и нуклеарним материјама; а чије последице угрожавају безбедност и животе људи, материјална добра и животну средину. Експлозије бомби које су бачене на Хирошиму и Нагасаки 6. и 9. августа 1945. изазвале су тренутну смрт око 199.000 људи, а за 152.000 се верује да су умрли накнадно од последица дејства јонизујућег зрачења. Следећих деценија ови градови су због радијације и загађене животне средине били градови патње, болести и смрти.
Човек и његова животна средина данас су угрожени у многим изворима јонизујућих зрачења природног и вештачког порекла.
Из ове две групе најзначајнији су:
- Пробе нуклеарне експлозије и незгоде са нуклеарним оружјем
- Нуклеарни енергетски реактори
- Нуклеарни истраживачки реактори
- Постројења за прераду и производњу нуклеарног горива
- Одлагалишта за радиоактивне отпатке о материјале
- Незнање и неопрезно руковање радиоактивним материјалом
- Терористичка примена

Као пример можемо навести 26. април 1986. године када се догодила хаварија у нуклеарној електрани Лењин у Чернобиљу и она је имала 31 људску жртву директне радијације као и контаминацију великих површина са високом нивоом радиоактивности. Удес се десио приликом сервисирања инсталације које су оператори искористили за реализацију експеримената свесно кршећи радне прописе. Најпре је дошло до прегоревања језгра реактора, а затим до наглог избијања пожара. Из града Припјат и околине евакуисано је 135.000, а њих 24.000 озрачено је дозом од преко 45 цГу при чему треба имати у виду да је годишња максимална дозвољена доза запослених у енергетским постројењима свега 5 цГу. Званично радијациона болест констатована код 203 човека а крајње тешка радијациона болест (4степена) констатовано је у 20 случајева. Као последица ове хаварије дошло је до формирања 5 радиоактивних облака. Први од њих се кретао према Скандинавији, други према Пољској и бившој ДР Немачкој, трећи према бившој СР Немачкој и Француској, четврти према Мађарској и нашој земљи и Бугарској, и пети према Румунији, нашој земљи и Бугарској.
Други пример је Бопалска несрећа која се одиграла 3. децембра 1984. у индијском граду Бопалу. У фабрици америчког хемијског концерна „Union Carbide’’ дошло је до техничког квара, при чему је више тона отровног гаса метилизоцијаната доспело у атмосферу. Око 4 хиљаде људи је умрло од последица тровања гасом. Хиљаде других је трајно оболело од удисања отровног гаса. Важно је још споменути и катастрофу из Севеса, италијанском градићу 20-ак километара од Милана, 1976. године из хемијског постројења ИЦМЕСА за производњу хербицида и пестицида у атмосферу је ослобођен густ облак паре који је садржавао око 2 кг ТЦДЂа (2,3,7,8-тетраклородибензо-п-диоксина). Ношен ветром диоксин се проширио по целом подручују да би потом кишом било остећено око 1800 хектара тла.
Због последица тровања лечено је више од 2000 људи, а у том је подручју знатно порастао и број спонтаних побачаја у месецима након катастрофе. Више од 80 000 животиња усмрћено је због спречавања могућих штетних утицаја на људе. Након овог догађаја на снагу је ступила Севесо II директива.

### Савремени безбедносни ризици и претње
Они, као и бројни други извори и облици угрожавања људи, материјалних и културних добара и животне средине у будућности ће битно опредељивати концепцију и организацију система цивилне одбране. Данашњи свет, посебно Европа као синоним за демократију и владавину права, суочен је са највецћом безбедносном кризом од краја хладног рата. Током хладног рата сигурност је пре свега била државно-центричан и војни значај. Могућност нуклеарног или конвенционалног рата између супер сила била је главна безбедносна брига. Данас се концепт безбедности проширио, с једне стране, од војних до других сектора и, с друге стране, продубљен, од државе до невладиног сектора. У данашњем свету појављују се нови безбедносни изазови, ризици и претње, као што су цивилни оружани сукоби, организовани криминал, кибер криминал, тероризам, миграције, трговина људима, пандемије, демографски изазови, еколошки изазови, изазови сиромаштва, изазови етничког, верског, расног и културног идентитета, изазови друштвено-економских и политичких транзиција, изазови глобализације, изазови миграција и изазови реформи сектора безбедности.

## Технички и политички фактори
Технички фактори се односе на решавање техничких питања заштите и спасавања. Техничким факторима се постиже ефикасност у спровођењу потребних мера заштите чиме се повећава ефикасност цивилне одбране у погледу умањивања последица катастрофа.
Политички фактори се односе на сагледавање оних чинилаца којима се цивилна одбрана потпомаже, планира и финансира. Иако се политички фактори не могу разматрати одвојено од техничких, постоји мноштво таквих фактора који у великој мери опредељују концепцију развоја система цивилне одбране, а то су:

### Финансијски извори
Познато је да све државе немају исту могућност да финансирају обиман програм цивилне одбране, а да не изврше значајно померање приоритета, иако се зна да чак и најобимнији програми цивилне одбране у свету захватају само мали део буџета. Међутим трошкови имају изузетан значај у противљењу многих влада да развијају и повећавају програме цивилне одбране.

### Геополитика
Географски положај неке државе у односу на друге политички и војно јаке државе утиче на њена опажања и потребе за цивилном одбраном.

### Раније искуство са природним катастрофама
Већина програма цивилне одбране који се односе на ратна разарања односе се и на заштиту од последица природних и техничко-технолошких катастрофа. Хипотетички посматрано, може се претпоставити да ће државе које су биле изложене таквим катастрофама пре уочити потребе за организовањем и припремањем система цивилне одбране.

### Ранија искуства из ратова
Познато је да историјско искуство неке државе за време рата њу навикава на будућност. Реалистично је очекивати да државе које имају велика сопствена искуства из ранијих ратова више пажње посвећују развоју цивилне одбране. Међутим, то не мора увек да буде тачна претоставка, ако се има у виду да неутралне земље, које нису ратовале више од једног века (Швајцарска, Шведска и Норвешка ) тренутно имају најразвијењије системе цивилне одбране.

### Унутрашња политика
Цивилна одбрана има циљ да потврди хуманитарне намере оних који владају у односу на грађане, а обезбеђује специјалну заштиту за руководство.

### Нуклеарно оружје
Државе које поседују властито нуклеарно оружје или им је савезник држава која га поседује у принципу имају мање изгледа да развијају снажан програм цивилне одбране.
Анализа свих наведених фактора јасно указује да су се системи цивилне одбране појединих земаља развијали, мењали и модификовали, под њиховим утицајем. Неки од њих су имали већи утицај, па су тако и опредељивали циљеве и задатке као и тежишна усмерења система у целини.